# Hamzah Haz
Hamzah Haz (Ketapang, 15 februari 1940 – Jakarta, 24 juli 2024) was een Indonesische politicus. Hij was van 2001 tot 2004 de negende vicepresident van Indonesië. Hij was een vooraanstaand lid van de islamitische Verenigde Ontwikkelingspartij (PPP) en was tussen 1998 en 2007 voorzitter van die partij.
Hamzah begon zijn politieke carrière in 1968 als lid van het provinciale parlement van West-Kalimantan. In 1971 verhuisde hij naar Jakarta en werd hij namens de islamitische partij Nahdlatul Ulama (NU) lid van de Volksvertegenwoordigingsraad. In 1973 werd NU onder druk van het Nieuwe Orde-regime gefuseerd in de Verenigde Ontwikkelingspartij (PPP), en Hamzah bleef parlementslid namens die partij.
Vanaf de Reformasi in 1998 werd Hamzah partijvoorzitter van de PPP en vanuit die rol kreeg hij ook ministersposten: eerst als minister van staat voor investeringen in het Kabinet voor Hervorming van Ontwikkeling en vervolgens coördinerend minister voor welvaart en armoedebestrijding in het Kabinet van Nationale Eenheid. Al na een maand nam hij ontslag vanwege onenigheid met president Abdurrahman Wahid. Toen president Wahid in 2001 werd vervangen door Megawati Soekarnoputri keerde ook Hamzah terug, nu als vicepresident in het Kabinet van Wederzijdse Hulp.
In 2004 was Hamzah kandidaat bij de presidentsverkiezingen, maar hij werd in de eerste ronde uitgeschakeld met maar 3% van de stemmen.
Haz overleed op 24 juli 2024 op 84-jarige leeftijd.